# Marvin Pfründer
Marvin Pfründer (* 28. Januar 1994 in Märstetten) ist ein Schweizer ehemaliger Fussballspieler.

## Karriere
Pfründer durchlief zum Beginn seiner Karriere die Jugendabteilungen des Grasshopper Club Zürich, wechselte später nach Italien zu Sampdoria Genua und kam schliesslich zurück zu den Grasshoppers. Im Jahr 2015 wechselte er in die erste Mannschaft des FC Köniz in die Promotion League, wo er in seiner ersten Saison zu 27 Einsätzen kam und dabei 2 Tore erzielte. Zur Saison 2016/17 nahm ihn der FC Vaduz unter Vertrag, er unterzeichnete einen Vertrag für zwei Jahre bis zum 30. Juni 2018. Sein Debüt für die Liechtensteiner gab er am 14. Juli 2016 beim Europa-League-Qualifikationsspiel gegen den FC Midtjylland, das mit 0:3 verloren ging. Er wurde in der 79. Spielminute, beim Stand von 0:2, für Maurice Brunner eingewechselt.

## Titel und Erfolge
FC Vaduz
- Liechtensteiner Cupsieger: 2017